# سیارک ۱۱۵۲۸
سیارک ۱۱۵۲۸ (به انگلیسی: 11528 Mie، نامگذاری:1991XH) یازده هزار و پانصد و بیست و هشتمین سیارک کشف شده‌است که در ۳ دسامبر ۱۹۹۱ کشف شد.
قدر مطلق سیارک برابر ۱۲٫۶۰ است.